# Michael Hischer
Michael Hischer (* 1955 in Pinneberg) ist ein deutscher Bildhauer, bekannt geworden durch seine kinetischen Arbeiten.

## Leben und Wirken
Michael Hischer studierte Bildhauerei in Hannover und an der Universität der Künste in Berlin. Er war 1988 Meisterschüler bei Dietrich Klakow und Rolf Szymanski. Stipendia bekam er 1991 von der Karl-Höfer-Gesellschaft in Berlin und von der WERK STATT SCHLOSS in Wolfsburg.
Er lebt in Berlin und arbeitet seit 1993 an Skulpturen, deren wesentliches Element Bewegung ist: Kinetische Kunst.
Seine Arbeiten findet man in Sammlungen in ganz Deutschland und im Ausland.

## Technik
Die Struktur ist in den meisten Fällen eindeutig: An zwei oder drei aufrecht hochsteigenden Stangen werden jeweils zwei oder mehrere freischwingenden Flügel angebracht. Diese Flügel sind sehr genau ausbalanciert und werden mit Hilfe von zwei geschlossenen Hochleistungsrillenkugellagern befestigt. Die Technik aber ist nur Voraussetzung für das freie Spiel der Kräfte, das sich in den Skulpturen abbildet.

## Kinetische Skulpturen
Die Bewegung ist unregelmäßig und weder der Ausgangspunkt noch ihr Endpunkt können im vornherein bestimmt werden. Das bindet die Bewegung der Flügel an den Begriff des Chaos. Dem Chaos steht die Ordnung gegenüber und damit ist der Konflikt zwischen Chaos und Ordnung verbunden. Im freien Spiel der Kräfte wird dieser Konflikt ausgetragen.
Das ist in den kinetischen Skulpturen erlebbar. Durch die Farbgebung separieren sie sich von dem sie umgebenden Außenraum und behaupten sich als eine deutliche Ordnungsstruktur. Die Bewegung der Flügel versetzt die Skulptur aber in einen chaotischen Zustand. Das wird auch deutlich in den Abbildungen der kinetischen Skulpturen. Diese geben im besten Falle nur mehrere Zustände des Werkes wider, können aber nie die Gesamtheit möglicher Erscheinungsweisen abbilden, die zusätzlich noch vor der Position des Betrachters abhängt.
Bewegung ist Veränderung im Raum durch Zeit. So sind die Werke von Michael Hischer auch Skulpturen der Zeit, an denen wir das Vergehen von Zeit betrachten können.
(Zitat: Thomas Wulffen 1997)

## Am Meer
Das Ausstellungsprojekt Dynamic Art Delta auf der künstlichen Insel Neeltje Jans in der Oosterschelde in den Niederlanden fand unter der Beteiligung von acht internationalen Bildhauern 2005 statt und hatte die „Bewegung am Meer“ als Thema.
Organisator dieser Schau war der in den Niederlanden lebender deutscher Maler und Kinetiker Paul Kamper.
Teilnehmer waren u. a. Michael Hischer, Bernward Frank, Albert in 't Veld und Paul Kamper.
Die großformatigen, kinetischen Metallplastiken sind für Außenräume konzipiert. Trotz der Leichtigkeit der Flügel und trotz der Empfindlichkeit sind die Skulpturen sturm-, ja orkansicher. Sie laufen das ganze Jahr hindurch bei jeder Windstärke.

## Galerie

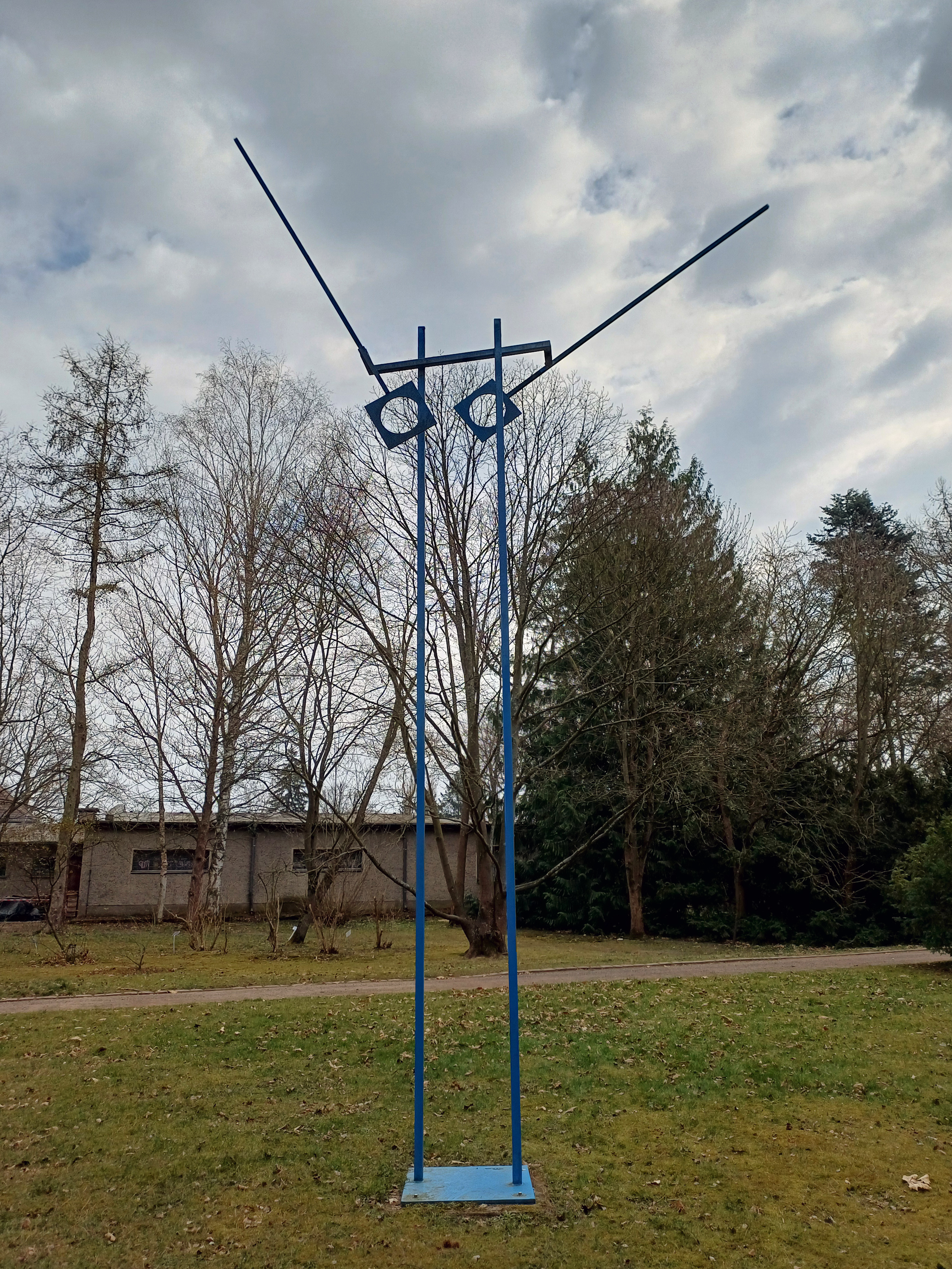
Kinetische Skulptur, 2000
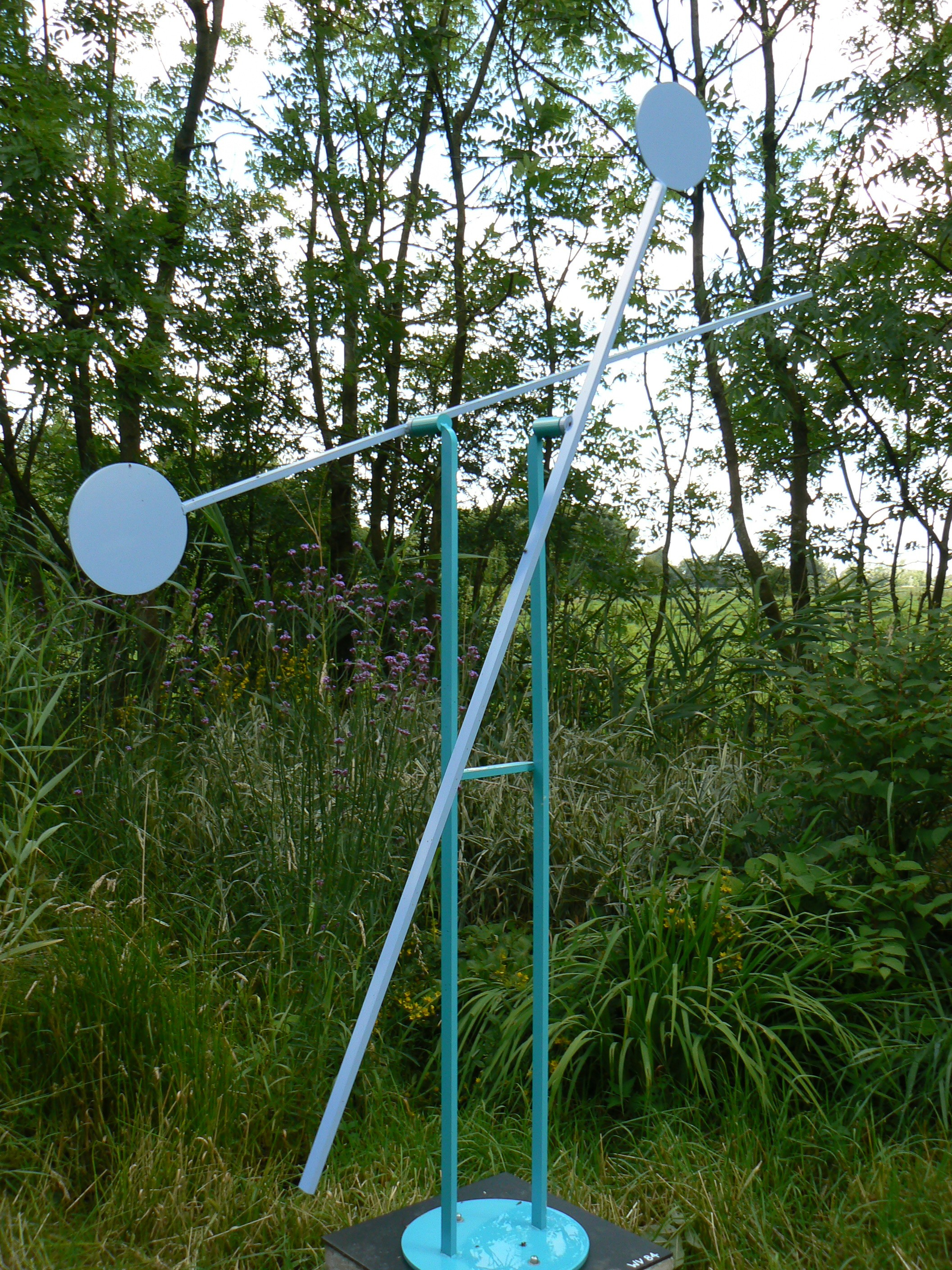
Objekt WV 084, Funnix 2007
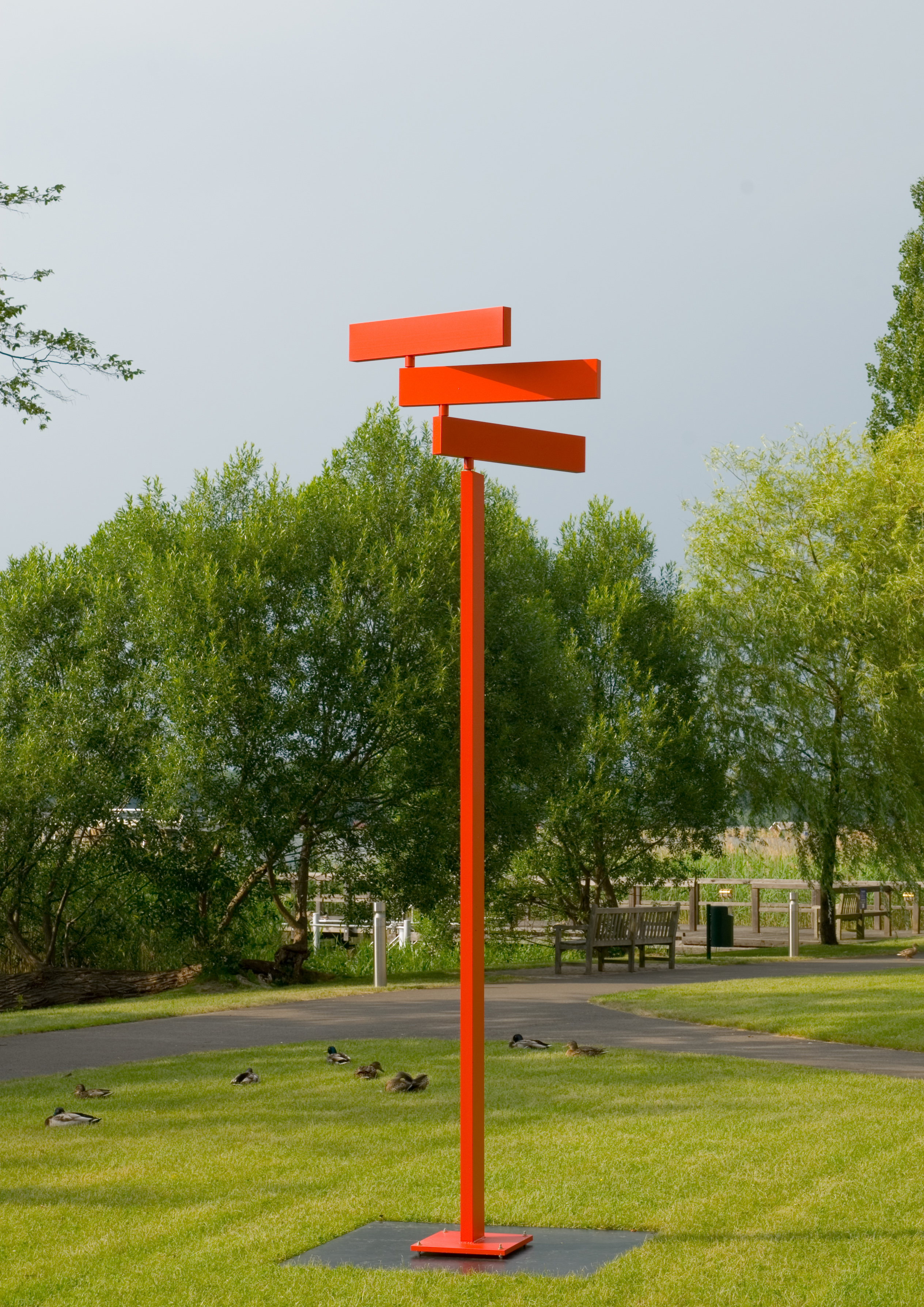
Objekt WV 205
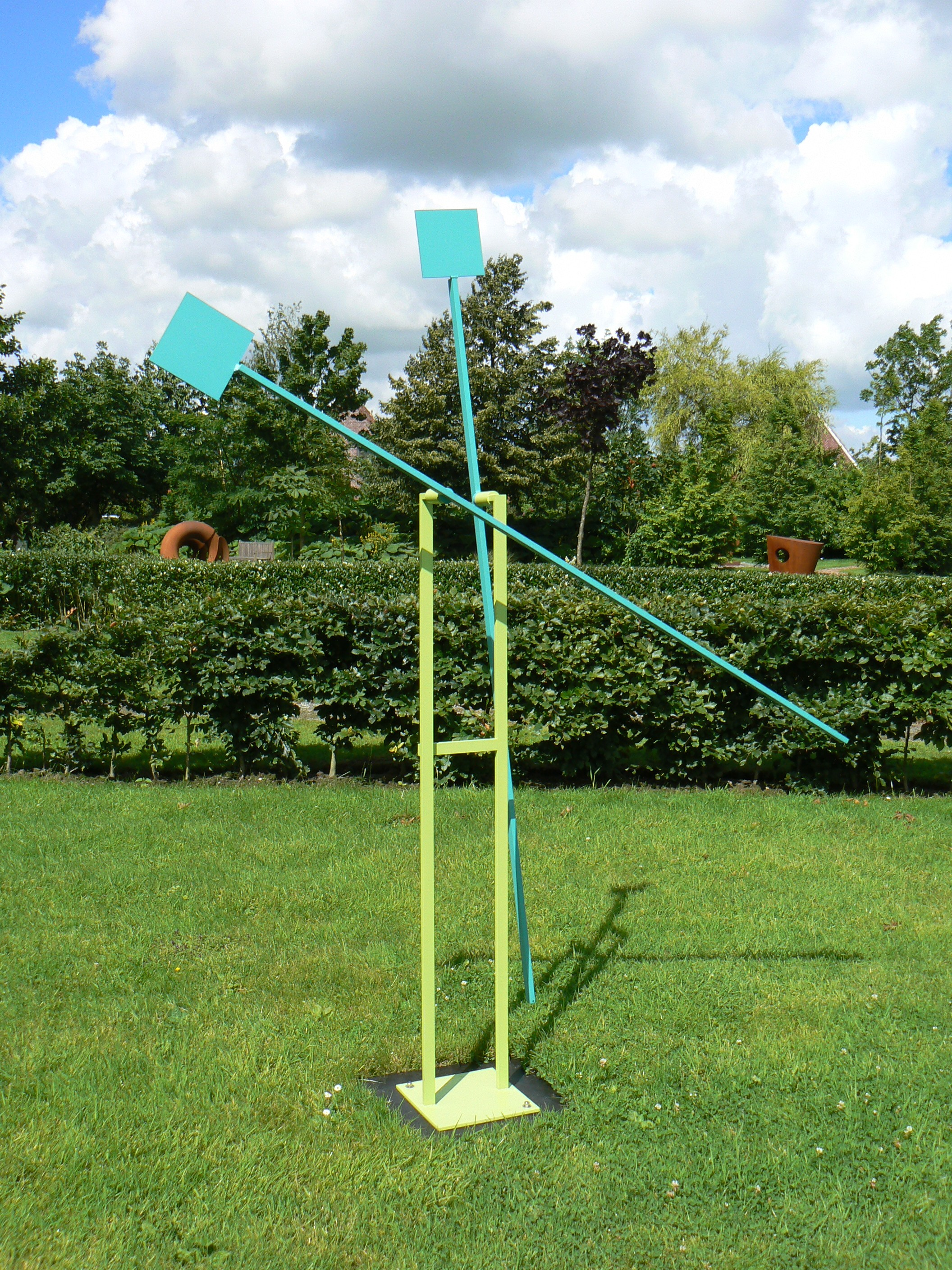
Kinetische Skulptur Funnix 2007
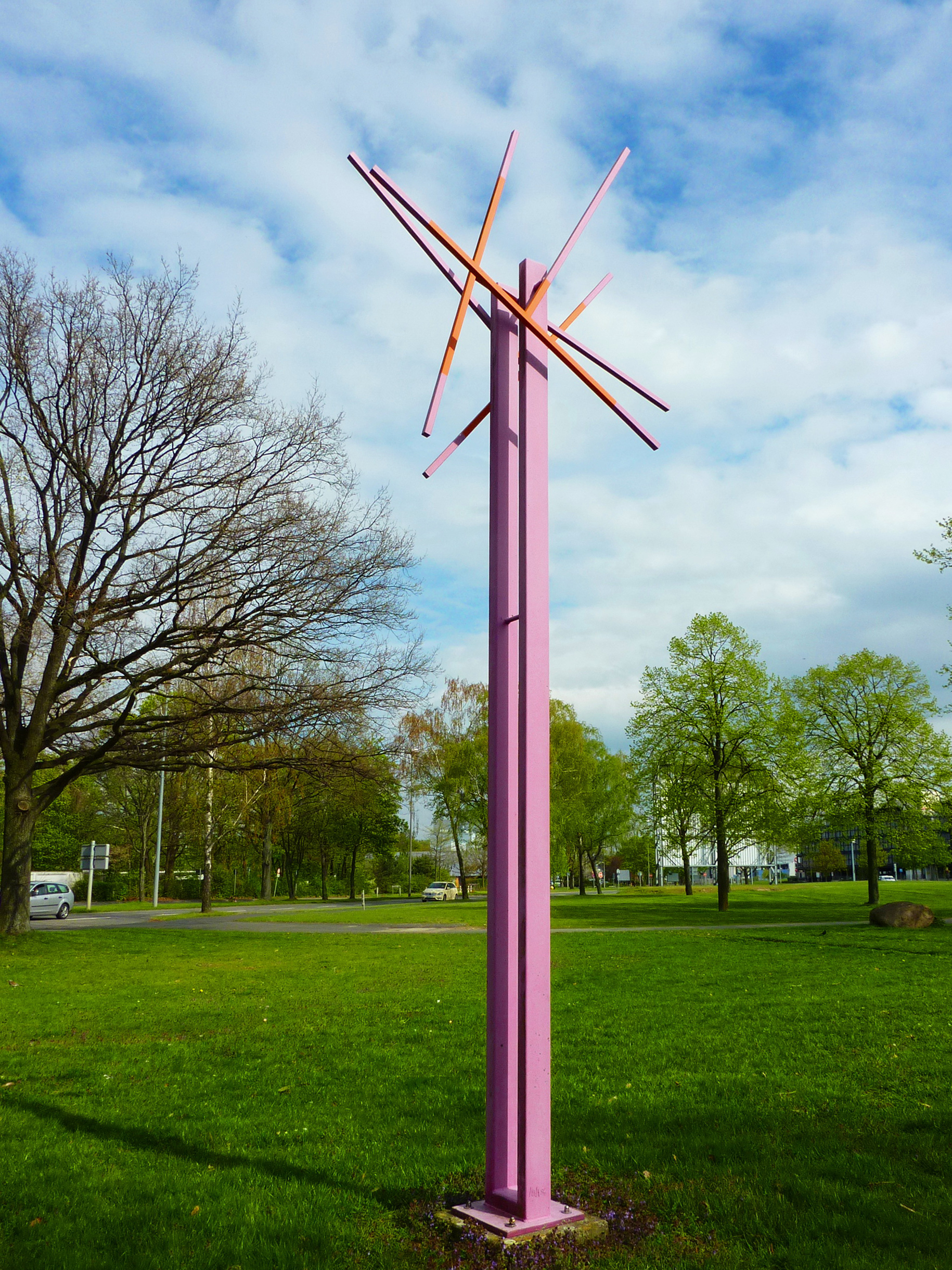
240pTrig Flughafen Hannover

## Ausstellungen (Auswahl)
- 1987: „Stahl 1987“, Berlin – Workshop mit Anthony Caro
- 1989: IV. Bildhauersymposion, Langenhagen
- 1991: Werkstatt Schloß, Wolfsburg
- 1993: „Stahlplastik in Deutschland,“ Halle
- 1995: Mönchehausmuseum für Moderne Kunst, Goslar
- 1998: Mobiles, Botanischer Garten, Braunschweig
- 1999: Zeitzonen, Wien
- 2000: „Skulptur 2000“, Goslar
- 2003: Mobiles 3, Schwerin
- 2003: Im Wind 5, Ahrenshoop
- 2005: Dynamic Art Delta, Holland
- 2005: Bildhauersymposion, Skulpturenpark Katzow
- 2006: Skulpturenpark Seddiner See, Potsdam
- 2007: Skulpturengarten-Funnix, Wittmund
- 2007: 10 kinetische Skulpturen, Rheinsberg